# Nouvion
Bản mẫu:Otherplaces
 Nouvion (đôi khi là Nouvion-en-Ponthieu) là một xã ở tỉnh Somme, vùng Hauts-de-France, Phá.

## Địa lý
Thị trấn này tọa lạc 10 dặm Anh về phía bắc của Abbeville, giữa cửa sông Somme và rừng Crécy.

## Dân số
| 1962                                                         | 1968 | 1975 | 1982 | 1990 | 1999 |
| ------------------------------------------------------------ | ---- | ---- | ---- | ---- | ---- |
| 906                                                          | 1026 | 1004 | 1102 | 1232 | 1210 |
| Số liệu điều tra dân số từ năm 1962, dân số không tính trùng |      |      |      |      |      |